# Daniil Chyorny
Daniil Chyorny (em russo:  Даниил Чёрный) (1360 - 1430) foi um mestre russo da iconografia.
Junto com Andrei Rublev e outros pintores, Daniil Chyorny trabalhou na Catedral da Dormição em Vladimir (1408) e no Mosteiro da Trindade-São Sérgio, na cidade russa de Serguiev Possad (1420). Acredita-se que alguns ícones dessas catedrais foram pintados por Daniil Chyorny. Os ícones da Catedral da Assunção estão atualmente na Galeria Tretyakov em Moscou e no Museu Russo em São Petersburgo. 